# Сан Джовани ла Пунта
Сан Джова̀ни ла Пу̀нта (на италиански: San Giovanni la Punta, на сицилиански San Giuvanni à Punta, Сан Джувани а Пунта) е град и община в Южна Италия, провинция Катания, автономен регион и остров Сицилия. Разположен е на 350 m надморска височина. Населението на общината е 22 630 души (към 2011 г.).